# Phaonia xanthofemina
Phaonia xanthofemina este o specie de muște din genul Phaonia, familia Muscidae, descrisă de Shinonaga et Kano în anul 1971. Conform Catalogue of Life specia Phaonia xanthofemina nu are subspecii cunoscute.